# 宁夏路街道
宁夏路街道是中国山东省青岛市市北区下辖的一个街道。

## 行政区划
宁夏路街道下辖宁夏路社区、台湛路社区、太清路社区、龙潭路社区、仲家洼社区。